# Jarry (Guadeloupe)
Pour les articles homonymes, voir Jarry.

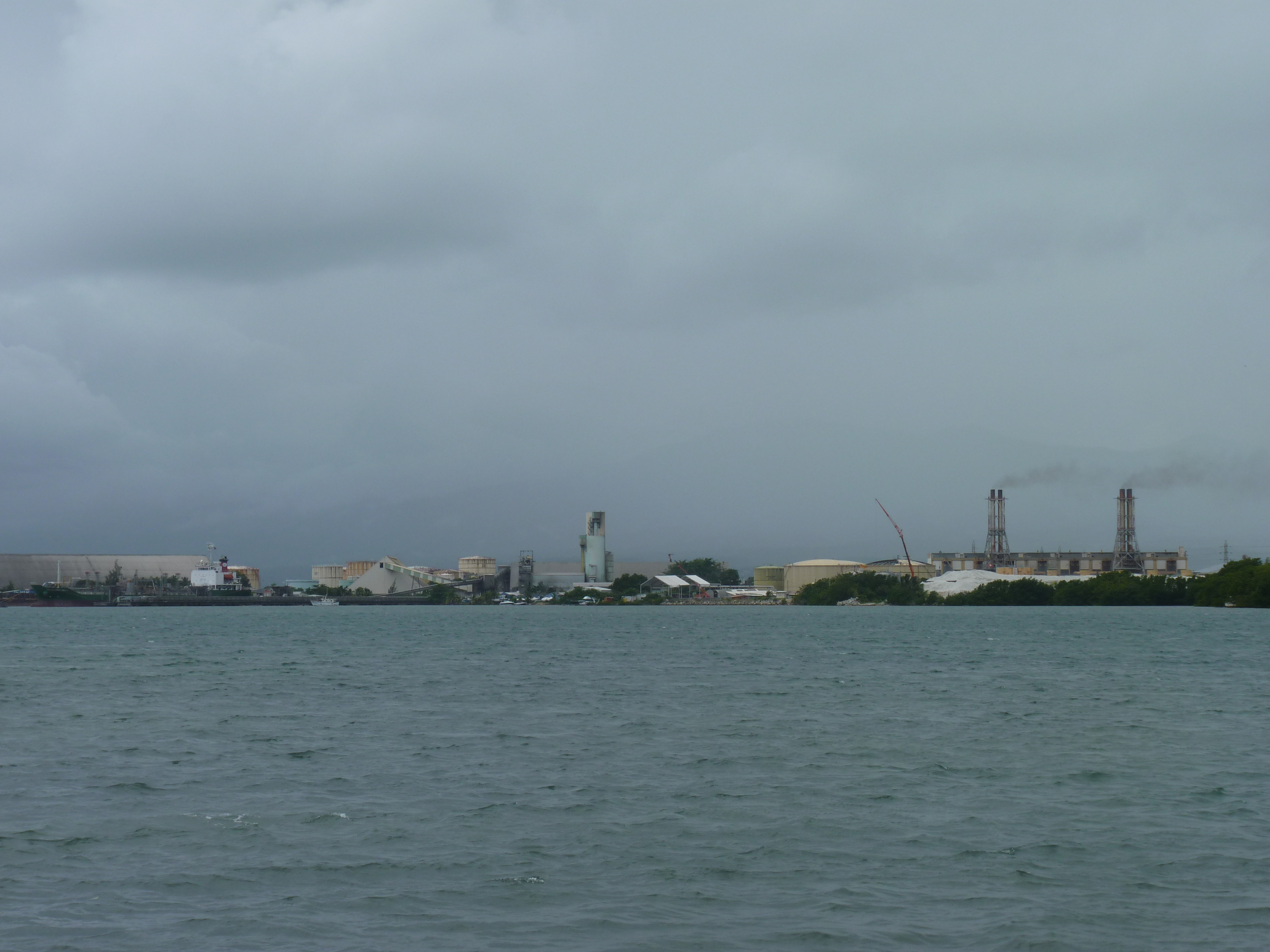
Zone industrielle de Jarry

Jarry (en créole Jari ) est une zone industrielle de 1 000 hectares implantée sur la commune de Baie-Mahault, en Guadeloupe. C'est la troisième plus grande zone d'activité de France.
Elle accueille le Port autonome de Pointe-à-Pitre, le Complexe World Trade Center de Guadeloupe (centre logistique de la CCI de Pointe-à-Pitre), les terminaux pétroliers de la SARA, deux centrales électriques thermiques ainsi que de nombreuses entreprises industrielles et commerciales, sièges compris (plus de 3 500). La zone industrielle et commerciale de Jarry-Moudong est considérée comme le poumon économique de la Guadeloupe avec près de 15 000 emplois. Un projet de marina est à l'étude.
Le site de Jarry accueille également une zone franche CEE destinée aux opérations de négoce international pour ses entrepôts.
Située idéalement entre l'aéroport international et le port de Pointe-à-Pitre, elle bénéficie d'un réseau de communication élevé et est au centre du bassin de population de l'agglomération pointoise (environ 150 000 habitants). Justement, depuis quelques années[Depuis quand ?], Jarry a détrôné Pointe-à-Pitre, tant au niveau de l'attractivité marchande qu'au niveau l'investissement immobilier. Aujourd'hui cet engorgement de cette zone baie-mahaultienne pose de nombreuses réflexions sur la discrimination spatiale, la centralisation économique, bien sûr la surenchère des agences immobilières[réf. nécessaire] et donc les risques inhérents à l'environnement sur ces populations îliennes.

## Historique
- 1965 : Le port de Pointe-à-Pitre arrive à saturation et la création d'une extension est envisagée.
- 1975 : Création du Port autonome de Pointe-à-Pitre.
- 1980 : Mise en service du terminal de Jarry.

## Zone de Commerce international
Elle occupe une superﬁcie de 38 hectares à proximité immédiate du terminal de Jarry Baie-Mahault. Elle regroupe la zone d'entrepôts francs, le parc industriel et le Complexe World Trade Center.

### Zone d'entrepôts francs
Dotée du statut douanier d'Entrepôts francs communautaires (zone franche CEE) cette zone permet aux  entreprises qui y sont implantées de bénéﬁcier d'un régime de stockage des marchandises en franchise de droits et taxes pour la distribution et la réexpédition de celles-ci sur le marché international. Elle comprend deux hangars secs et un troisième entrepôt frigorifique, en cours de construction[Quand ?].

### Parc industriel
Le PAG met à disposition un parc d'environ 12 ha destiné à accueillir les industries lourdes telles que le stockage de produits pétroliers ou de gaz et la production d'énergie.

### Complexe World Trade Center
Géré par la Chambre de commerce et d'industrie de Pointe-à-Pitre, le World Trade Center offre 2 500 m2 de bureaux et 7 300 m2 de surface d'exposition et constitue un outil indispensable au développement de la Zone de commerce international. Inauguré en 1994, le Complexe World Trade Center (CWTC) est le centre logistique de la « Zone de commerce international » de la Guadeloupe (ZCI). Il est le centre nerveux du CECA (Complexe euro-caribéen d'activités) : il s'agit d'un complexe logistique et industriel intégrant le port de Pointe-à-Pitre, l'aéroport international Guadeloupe – Pôle Caraïbes, ainsi que les zones de production et d'échanges.

## Domaine industriel et commercial
Sur le Domaine industriel et commercial (DIC) sont installées des entreprises en lien direct avec l'outil portuaire. La commercialisation du DIC d'une superficie d'une cinquantaine d’hectares est pratiquement achevée ainsi que la réalisation des derniers réseaux.